# 絲葉腺毛草
絲葉腺毛草（學名：Byblis filifolia），一般直接稱作彩虹草，為腺毛草科家族的一年生食肉植物。本種為澳洲所特有。雨季生長，乾季時枯死，僅以種子繁殖。

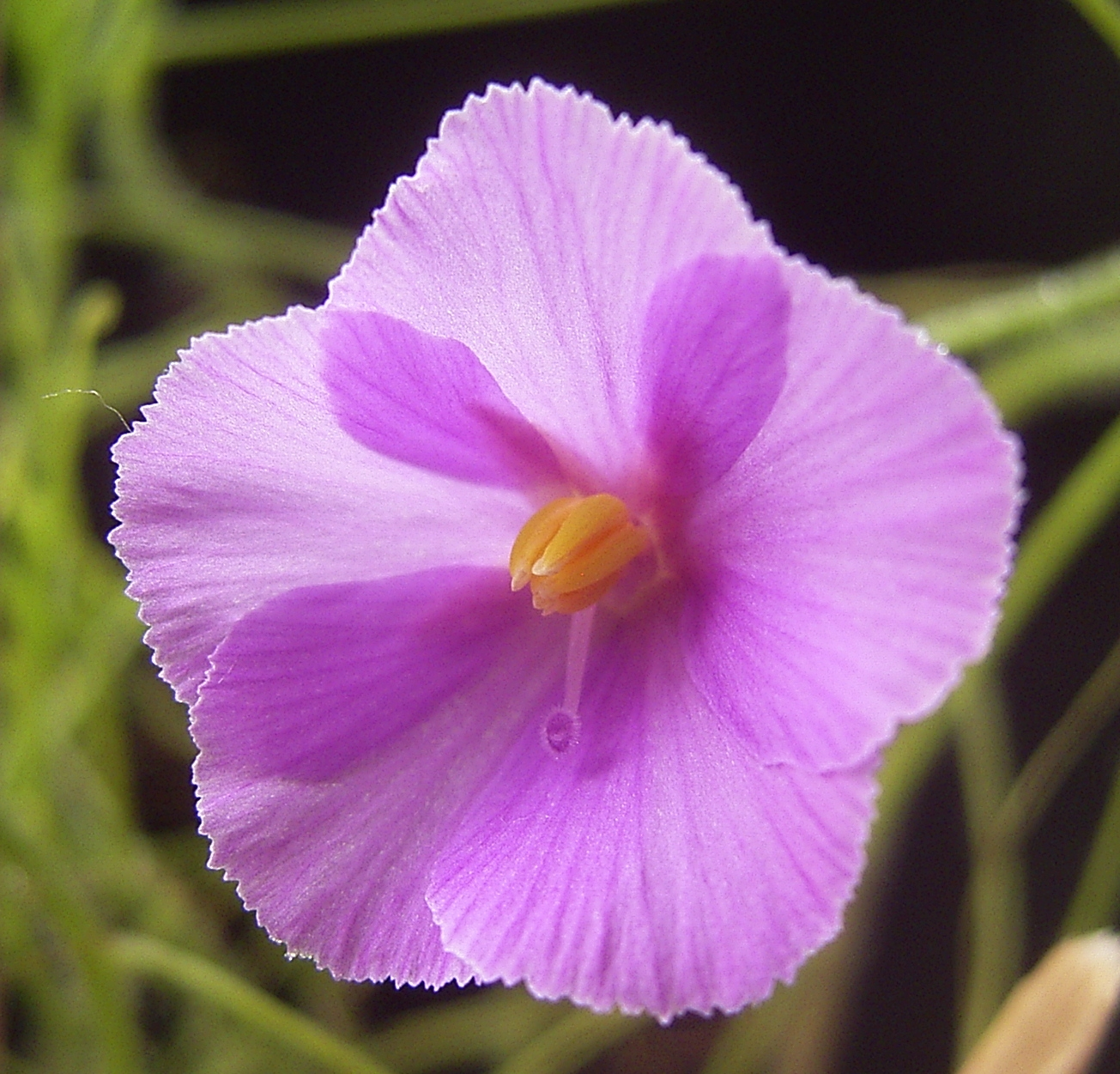
花特寫

## 外部連結
- （中文） 絲葉腺毛草種子的成長日誌[永久]
- （英文） 西澳花卉資料庫的絲葉腺毛草分佈[永久]
- （英文） 食肉植物的問與答：腺毛草：彩虹植物 （页面存档备份，存于）